# Train Simulator 2013
Train Simulator 2013 Es un simulador ferroviario para Microsoft Windows, lanzado en el año 2012. Está desarrollado por Dovetail Games. El juego incluye multitud de locomotoras (Material Rodante) además de localizaciones y rutas.

## Historia
Train Simulator 2013 fue conocido (antes como Rail Simulator 2 / Railworks) tiene su origen en el año 2007. 
Previamente Microsoft decidió cerrar los estudios Ace´s donde se desarrollaba la secuela de "Microsoft Train Simulator 2"
La empresa Kuju Entertainment, que fue parte del primer juego, junto con Rail Simulator Developments Ltd, decidió re comenzar el proyecto bajo otro nombre de (Rail Simulator 2 / Railworks)
Para mediados de 2009 sale a la venta de manera física y digital esta nueva plataforma ferroviaria con el nombre de Rail Simulator 2 / Railworks y sin compatibilidades al simulador anterior de Microsoft.
Su éxito fue notable, ya que Microsoft dejó de brindar actualizaciones para su simulador. Railworks ocupó ese lugar.
Al año siguiente le siguió una secuela conocida como Railworks 2. 
Continuando con su éxito y ganando más adeptos que abandonaban el simulador de Microsoft por quedar obsoleto.
Para septiembre de 2011 la empresa encargada de producir Railworks, lanza una actualización gratuita para todos los usuarios que ya poseían Railworks 2, con el nombre de Railworks 3 / Train Simulator 2012.
A esta altura ya se conseguían add-on mediante la tienda Steam, los cuales debieron ser actualizados paulatinamente debido a la actualización del core del simulador y de las nuevas características, entre ellas las gotas de lluvia en las ventanas, luces dinámicas, movimiento real dentro de la cabina, entre otros. 
El lanzamiento de esta versión trajo acompañadas, la publicación de gran cantidad de add-on disponibles para adquirir por separado y pasó a ser parte fundamental en la facturación de la compañía.
La compañía conocida abreviadamente como RSC dio oportunidad a los grandes developers (autores) de contenidos de trabajar directamente con ellos apoyando los lanzamientos y ofreciendo porcentajes de ventas de Steam. 
Por todo ello se dice que 2011 fue un año de crecimiento para este simulador ferroviario en material de rutas y trenes del mundo. Además de las rutas default ahora se podían adquirir por la tienda en línea rutas con material rodante adicional y trenes por separado. 
Finalmente Train Simulator 2013 fue lanzado el 24 de septiembre de 2012 como una actualización gratuita para todos los usuarios que poseían la versión anterior del simulador y posteriormente publicando la versión de lujo a la venta mediante Steam con una copia del simulador más add-on extras.
Esta última versión trajo nuevamente grandes novedades y mejoras en su core. Más optimización gráfica para las rutas y mayor fluidéz. 
Le acompaña Steam Workshop. Una modalidad mediante los propios jugadores pueden crear y compartir escenarios de manera gratuita.
Otra novedad es la modalidad Relay Consiste en un escenario en dos o más partes, para que lo comience un jugador y este pueda enviarlo para que otro jugador lo concluya.